# Pterolophia triangularis
Pterolophia triangularis là một loài bọ cánh cứng trong họ Cerambycidae.